# Gavião-tesoura
O gavião-tesoura ou falcão-tesoura (Elanoides forficatus) é um gavião da família dos acipitrídeos, com ampla distribuição da América Central ao norte da Argentina, e encontrado em todo o Brasil. A espécie chega a medir até 66cm de comprimento, com dorso e asas negras, cabeça e partes inferiores brancas e cauda extremamente furcada, negra, semelhante à da fragata. Também é conhecido pelos nomes de gavião-das-taperas, gavião-tesoira, itapema, tapema e tesourão.

## Características
Um dos mais espetaculares gaviões, devido ao perfil formado pela longa cauda negra em “V”, que levou ao seu nome gavião-tesoura e torna extremamente fácil reconhecê-lo em voo. O corpo é delgado, com pés e pernas muito pequenos. Possui patas com garras fortes, bico em formato de gancho e asas bem desenvolvidas. As fêmeas são maiores que os machos. Atinge de comprimento 52 a 66 cm. As asas têm uma envergadura de 120 a 135 cm. O peso máximo nos machos é de 407 gramas e nas fêmeas de 435 gramas.
Entre as raptores essa é uma das mais sociáveis, vive em pequenos grupos que podem chegar até 30 indivíduos. No ar é muito ágil, voa com grande habilidade entre as árvores, manobrando rapidamente sobre copa das árvores ou passando logo abaixo delas. Ali busca seu alimento, onde se misturam aves, pequenos lagartos, cobras arborícolas e lagartas. Costuma apanhar frutos nas árvores nesses rápidos voos de passagem. Também captura insetos em voo. Usa as correntes térmicas para adquirir a altura.

## Subespécies
São reconhecidas duas subespécies:
- Elanoides forficatus forficatus (Linnaeus, 1758) - ocorre dos baixios da costa sudeste dos Estados Unidos da América até o norte do México;
- Elanoides forficatus yetapa (Vieillot, 1818) - ocorre do sul do México (exceto na Península de Yucatán) até o Brasil e o nordeste da Argentina.

## Reprodução
Com a chegada da época de reprodução, o macho e fêmea se conquistam fazendo belas apresentações de voo e costumam ficar juntos por toda a vida. O ninho é feito em colônias, construído no alto de árvores, em lugares mais afastados. Geralmente selecionam um local escondido nas árvores entre as folhagens. É possível que alguns dos adultos do grupo, que não estão se reproduzindo no ano, tentem ajudar outros machos contribuindo com material para fazer o ninho. Constrói o ninho de gravetos e musgo. Bota de dois a três ovos brancos ou creme muito pálidos. O período de incubação é de 24 a 28 dias, realizada por ambos os pais, embora a mãe permaneça mais tempo no ninho. Ambos os pais alimentam e cuidam dos filhotes. Defensores, os gaviões não hesitam em atacar quem se aproxime dos filhotes. Possivelmente os filhotes deixam o ninho com seis ou sete semanas, mas continuam perto dos pais por um tempo, quando migram para a Amazônia.

## Habitat e Alimentação

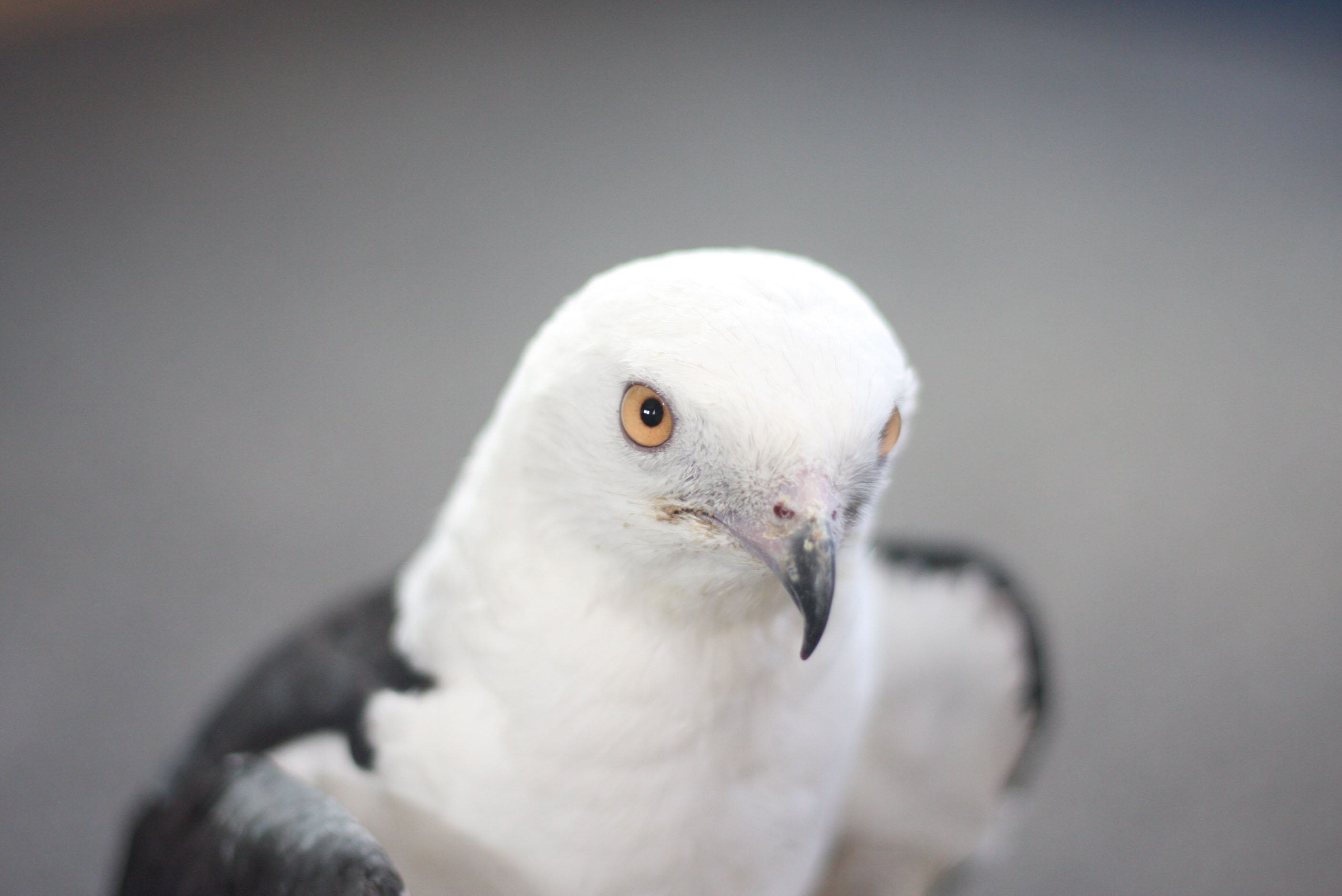
Detalhe da cabeça de um Gavião-tesoura.

O gavião-tesoura vive nas bordas de florestas e campos. Ocorre em todo o Brasil, habita as florestas com pouca vegetação, matas ciliares, borda de matas, cerrados, cerradões e áreas urbanas. Existem duas populações de gavião-tesoura: uma se reproduz no sul do Brasil e a outra, ameaçada de extinção, na América Central e sul dos EUA. Ambas passam seus invernos na floresta amazônica.
A alimentação do gavião-tesoura consiste em artrópodes que captura e come no voo, peixes, anfíbios, répteis pequenos (como serpentes), aves e mamíferos. Alimenta-se também de cupins, formigas, lagartas, lagartixas e rãs, além da fruta do murici e do camboatá vermelho.